# Fritz Sitte
Fritz Sitte (* 30. August 1924 in Krems an der Donau; † 7. Jänner 2007 in Villach) war ein österreichischer Journalist und Buchautor. Er war vor allem in den 1970er und 1980er Jahren bekannt als Extremjournalist und Autor zahlreicher Bücher und Reportagen aus Krisengebieten.

## Leben
Der 1924 im niederösterreichischen Krems geborene Fritz Sitte siedelte 1938 in seine Wahlheimat nach Villach. Bereits als Schüler war er als Lokalreporter des Kärntner Grenzrufes tätig. Nach seinem Dienst als Panzersoldat in der Wehrmacht arbeitete er zunächst als Journalist für verschiedene Zeitungen und Zeitschriften, bis er 1951 mit seinen Reisen in die ganze Welt begann. 1967 gelang ihm mit seinen Reportagen aus dem damaligen Bürgerkriegsgebiet im Jemen der internationale Durchbruch.
Seine Arbeiten als Fotoreporter wurden in zahlreichen Nachrichtenmagazinen veröffentlicht, beispielsweise im Life-Magazin, Time-Magazin, Paris Match, sowie im Observer, der Schweizer Weltwoche oder im Stern.
1972 veröffentlichte Sitte mit „Flammenherd Angola“ sein erstes Buch, für welches er im Jahr darauf mit dem Dr.-Karl-Renner-Publizistikpreis ausgezeichnet wurde. Acht Monate galt er als verschollen, als er unter abenteuerlichen Umständen und großer persönlicher Gefahr in den Bürgerkrieg in Angola vordrang, um eine Reportage über die UNITA-Rebellen unter der Führung von Jonas Savimbi zu verfassen. Bereits ab 1968 drehte er auch (16mm-)Reportagefilme auf seinen Reisen, seine Berichte über die Unita-Rebellen in Angola wurde beispielsweise von BBC, NBC und ZDF ausgestrahlt.
Sitte griff als freier Journalist aktuelle Themen rund um Krisengebiete in der ganzen Welt auf, die er auch in Büchern dokumentierte. Um Freiheitskämpfer und Vertreter von Befreiungsbewegung in ihren Heimatländern vor Ort zu interviewen, nahm er oft körperliche Strapazen und illegale Reisen (mit illegalen Grenzübertritten) auf sich. Seine Reportagen werden stets von seinen persönlichen Erlebnissen und zwangsläufig von Abenteuern auf diesen Reisen getragen, was ihm vereinzelt die Kritik eingebracht hat, „subjektiv“ und ein „Abenteurer“ zu sein, die Zuordnung als „Abenteurer“ wies er selbst allerdings immer zurück.
Neben Angola und Jemen bereiste Sitte unter anderem auch Tschad, Sudan, Kambodscha, Burma und Afghanistan.

## Auszeichnungen
- 1973 Dr.-Karl-Renner-Publizistikpreis
- 1988 Kulturpreis der Stadt Villach
- 1995 Berufstitel Professor
- 1999 Großes Ehrenzeichen des Landes Kärnten

## Publikationen
- Flammenherd Angola. 1972
- Brennpunkt Jemen. 1973
- Panikzone Panama. 1974
- Dreckiges Öl. 1975
- Schwarze Götter: Abenteuer in Surinam. 1976
- Inferno Schwarzafrika. Der Westen verliert einen Kontinent. 1977
- Abenteuer in unserer Zeit. 1978
- Rebellenstaat im Burma-Dschungel. 1979
- Perlen, Schmuggler, Abenteuer. 1979
- Ich war bei den Kurden. Augenzeuge eines Lebenskampfes. 1980
- Flug in die Angola-Hölle. Der vergessene Krieg . 1981
- Die Roten Khmer. Völkermord im Fernen Osten . 1982
- Schicksalsfrage Namibia. 1983
- Heißes Eis Antarktis. 1984
- Ich war in Nicaragua. 1985
- Buschmann, schieß oder stirb. 1986
- Jemen – Krummdolch und Erdöl. 1988
- Abenteuer in unserer Welt. 1989
- Im Rauschgiftdschungel. 1990
- Supertanker Alpha. Weltmächte im Kampf um das Öl. 1991
- Alt werden, aber jung bleiben. 1993
- Fritz Sitte ganz persönlich. Vom Lausbuben zum Krisenreporter. 1994
- Bonzius. 1994
- Bilder eines Krisenreporters. 1999